# Luis Javier Argüello García
Luis Javier Argüello García (Meneses de Campos, 16 maggio 1953) è un arcivescovo cattolico spagnolo, dal 17 giugno 2022 arcivescovo metropolita di Valladolid e dal 5 marzo 2024 presidente della Conferenza episcopale spagnola.

## Biografia
Luis Javier Argüello García è nato a Meneses de Campos il 16 maggio 1953.

### Formazione e ministero sacerdotale
Ha frequentato prima la scuola elementare a Meneses de Campos e poi il collegio "Nostra Signora di Lourdes" di Valladolid, un istituto dei Fratelli delle scuole cristiane. Ha conseguito il Premio Nacional de Bachillerato.
Ha studiato giurisprudenza presso la Facoltà di diritto dell'Università di Valladolid laureandosi nel 1976. Ha quindi insegnato diritto amministrativo presso la Facoltà di diritto dell'Università di Valladolid dal 1976 al 1981 e presso il collegio "Nostra Signora di Lourdes" di Valladolid dal 1981 al 1984. Ha fatto parte anche all'équipe pastorale della provincia religiosa della Spagna nordoccidentale dei Fratelli delle scuole cristiane. È stato anche primo presidente della commissione giustizia e pace di Valladolid ed è stato coinvolto con la Caritas nel sostegno ai tossicodipendenti. Dopo essere entrato nel seminario dell'arcidiocesi di Valladolid, ha studiato filosofia e teologia cattolica presso il collegio agostiniano della stessa città dal 1983 al 1986.
Il 27 agosto 1986 è stato ordinato presbitero per l'arcidiocesi di Valladolid da monsignor José Delicado Baeza. In seguito è stato formatore nel seminario diocesano dal 1986 al 1997; vicario episcopale per la città di Valladolid e membro del consiglio episcopale dal 1993 al 1997; delegato per la pastorale vocazionale dal 1997 al 2012; moderatore della cappellania del monastero de la Concepción del Carmen di Valladolid dal 1997 al 2011; rettore del seminario diocesano dal 1997 al 2011; vicario episcopale per la città di Valladolid e membro del consiglio episcopale dal 2003 al 2009; amministratore diocesano dal 2009 al 2010; vicario episcopale per la città di Valladolid e membro del consiglio episcopale dal 2010 al 2011 e vicario generale e moderatore della curia dal 2011. È stato anche membro del collegio dei consultori dal 2000; membro eletto della commissione permanente del consiglio presbiterale dal 2003 al 2008 e dal 2010; membro del consiglio pastorale diocesano dal 2013 e membro della commissione per il diaconato permanente dal 2014.

### Ministero episcopale

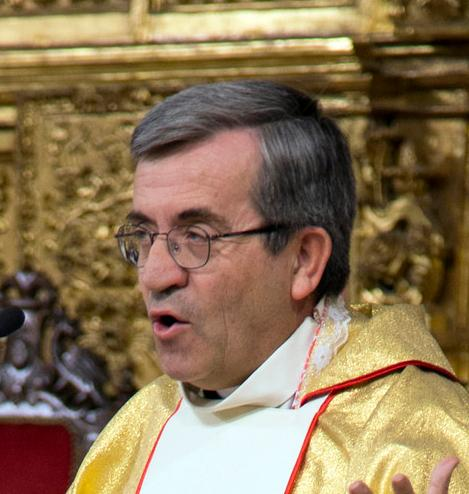
Monsignor Argüello García nel 2016.

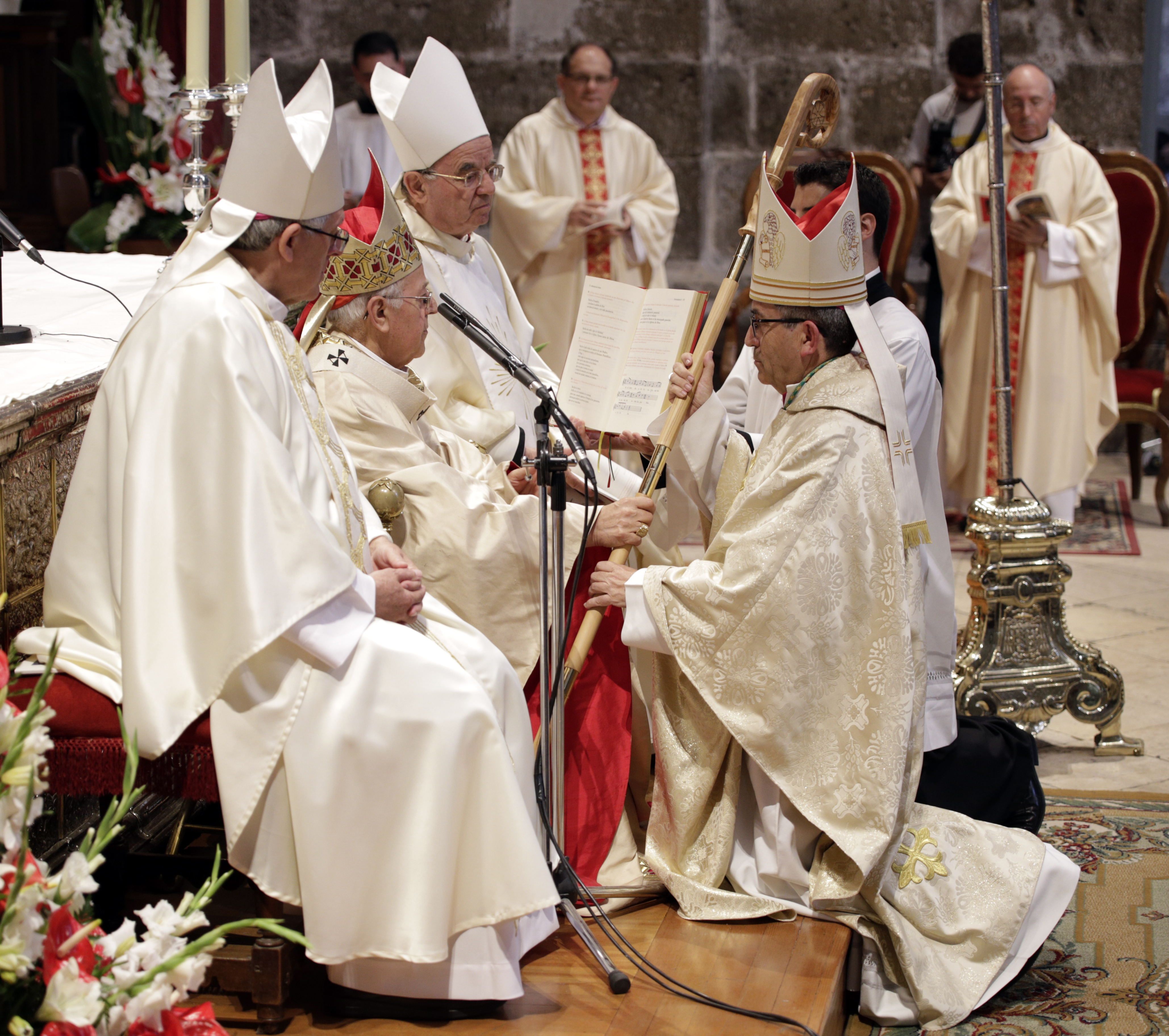
Monsignor Argüello García riceve il pastorale durante la santa messa per la sua ordinazione episcopale.

Il 14 aprile 2016 papa Francesco lo ha nominato vescovo ausiliare di Valladolid e titolare di Ipagro. Ha ricevuto l'ordinazione episcopale il 3 giugno successivo nella cattedrale di Nostra Signora Assunta a Valladolid dal cardinale Ricardo Blázquez Pérez, arcivescovo metropolita di Valladolid, co-consacranti l'arcivescovo Renzo Fratini, nunzio apostolico in Spagna e Andorra, e l'arcivescovo metropolita di Toledo Braulio Rodríguez Plaza. Ha mantenuto i precedenti uffici di vicario generale e moderatore della curia. Tra l'ottobre del 2017 e il 2018 ha assunto la direzione del seminario diocesano, vacante dopo il suicidio del rettore Fernando García Álvaro.
Nel 2017 è stato banditore della settimana santa di Valladolid, il principale evento di attrazione culturale, religiosa e turistica della città.
Il 10 giugno dello stesso anno ha consacrato l'arcidiocesi di Valladolid al Cuore Immacolato di Maria.
Il 19 settembre 2020 e il 7 aprile 2022 è stato ricevuto in udienza papale con gli altri membri della presidenza della Conferenza episcopale.
Nel gennaio del 2022 ha compiuto la visita ad limina.
Il 17 giugno 2022 papa Francesco lo ha nominato arcivescovo metropolita di Valladolid; è succeduto al cardinale Ricardo Blázquez Pérez, dimessosi per raggiunti limiti d'età. Il 29 dello stesso mese ha ricevuto dal papa il pallio durante una celebrazione tenutasi nella basilica di San Pietro in Vaticano. Ha preso possesso dell'arcidiocesi il 30 luglio successivo con una cerimonia tenutasi nella cattedrale di Nostra Signora Assunta a Valladolid. Durante la stessa liturgia il nunzio apostolico Bernardito Cleopas Auza gli ha imposto il pallio.
Il 5 marzo 2024 è stato eletto presidente della Conferenza episcopale spagnola, dopo essere stato membro della commissione per il clero, membro della commissione per la pastorale e della commissione per i seminari e le università dal 2017 al 2018 e segretario generale, portavoce e membro ex officio della commissione permanente e della commissione esecutiva dal 21 novembre 2018 al 23 novembre 2022.

## Opere
- Luis Javier Argüello García, El renacer de lo religioso. ¿Burbuja o semilla?, in Sal terrae: Revista de teología pastoral, vol. 86, n. 1011, 1998,  pp. 293-306.
- Luis Javier Argüello García, La pastoral vocacional de Jesús según los evangelios. ¿Qué podemos aprender?, in Sal terrae: Revista de teología pastoral, vol. 88, n. 1038, 2000,  pp. 695-706.
- Luis Javier Argüello García, La familia, fuente de solidaridad: curso del XX Aula Malagón-Rovirosa, julio-agosto de 2005, Casa Emaús, Torremocha de Jarama, Madrid, Madrid, Movimiento Cultural Cristiano, 2006,  p. 72.
- Luis Javier Argüello García, Pregón de Semana Santa, Valladolid 2017, Valladolid, Ayuntamiento de Valladolid Junta de Cofradías de Semana Santa, 2016,  p. 24.
- Luis Javier Argüello García, Mirada al hospital desde el servicio religioso, in Antonio Otero Rodríguez, Benito Cortejoso e Julio Martínez (a cura di), Hospitales, Valladolid, Ediciones Fuente de la Fama, 2017,  pp. 165-178, ISBN 978-84-697-5910-3.
- Luis Javier Argüello García, Presencia de las Hermandades en el ámbito académico y universitario, in Javier Burrieza Sánchez (a cura di), Lux aeterna. Setenta y cinco años de la Hermandad Universitaria del Santísimo Cristo de la Luz de Valladolid, Valladolid, Hermandad Universitaria del Santísimo Cristo de la Luz de Valladolid, 2018,  pp. 67-82, ISBN 978-84-09-04637-9.
- Luis Javier Argüello García, La Iglesia Católica y la libertad religiosa, in Jaime Rossell Granados e Eugenio Nasarre (a cura di), La ley orgánica de libertad religiosa (1980–2020) por la concordia religiosa y civil de los españoles, Textual (CEU Ediciones), Madrid, CEU Ediciones, 2020,  pp. 169-172, ISBN 978-84-17385-86-6.

## Genealogia episcopale
La genealogia episcopale è:
- Cardinale Scipione Rebiba
- Cardinale Giulio Antonio Santori
- Cardinale Girolamo Bernerio, O.P.
- Arcivescovo Galeazzo Sanvitale
- Cardinale Ludovico Ludovisi
- Cardinale Luigi Caetani
- Cardinale Ulderico Carpegna
- Cardinale Paluzzo Paluzzi Altieri degli Albertoni
- Papa Benedetto XIII
- Papa Benedetto XIV
- Papa Clemente XIII
- Cardinale Marcantonio Colonna
- Cardinale Giacinto Sigismondo Gerdil, B.
- Cardinale Giulio Maria della Somaglia
- Cardinale Carlo Odescalchi, S.I.
- Cardinale Costantino Patrizi Naro
- Cardinale Serafino Vannutelli
- Cardinale Domenico Serafini, Cong. Subl. O.S.B.
- Cardinale Pietro Fumasoni Biondi
- Cardinale Antonio Riberi
- Cardinale Ángel Suquía Goicoechea
- Cardinale Antonio María Rouco Varela
- Cardinale Ricardo Blázquez Pérez
- Arcivescovo Luis Javier Argüello García